# Trébabu
Trébabu is een gemeente in het Franse departement Finistère (regio Bretagne) en telt 340 inwoners (1999). De plaats maakt deel uit van het arrondissement Brest.

## Geografie
De oppervlakte van Trébabu bedraagt 4,4 km², de bevolkingsdichtheid is 77,3 inwoners per km².
De onderstaande kaart toont de ligging van Trébabu met de belangrijkste infrastructuur en aangrenzende gemeenten.

## Demografie
Onderstaande figuur toont het verloop van het inwonertal (bron: INSEE-tellingen).
1. ↑  Populations de référence 2022.